# هوبرت زدونیاک
هوبرت زدونیاک (لهستانی: Hubert Zduniak؛ زادهٔ ۲۸ اکتبر ۱۹۷۲) بازیگر اهل لهستان است. وی دانش‌آموختهٔ آکادمی ملی هنرهای نمایشی الکساندر زلوروویچ در ورشو است.
از فیلم‌ها یا مجموعه‌های تلویزیونی که وی در آن‌ها نقش داشته‌است، می‌توان به طایفه، قانون حقیقی، در خوشی و سختی، عشق اول، پدر متیو، کمیسر آلکس، تنها عشق، تیم، کارآگاهان جنایی، خودِ زندگی، ع چون عشق و اسمولنسک اشاره نمود.